# Wolfsheim
Wolfsheim fue una banda de synthpop y electropop formada en 1987 en Hamburgo, Alemania. Los integrantes fundadores fueron Markus Reinhardt y Peter Heppner. El nombre de la banda no se inspiró en la ciudad del mismo nombre situada en Renania-Palatinado, sino en un personaje de ficción del libro de F. Scott Fitzgerald El gran Gatsby.

## Historia
Poco después de la creación de la banda se unió a la misma el hermano de Markus Reinhardt, Oliver. Tras producir una máquetas, el cofundador Ricciardi abandonó y fue reemplazado por Peter Heppner. Heppner conocía la banda a través de amigos en común y por haberse criado en el mismo barrio de Hamburgo. Al poco también abandonó Oliver Reinhardt, dejando la alineación final con Peter Heppner (voz) y Markus Reinhardt (teclados). La primera aparición pública del grupo fue en Wekstatt 3, un pequeño club situado en Wilhelmsburg, Hamburgo.
Después de crear dos nuevas demos, Wolfsheim intentó encontrar una discográfica, sólo consiguiendo rechazos, hasta que finalmente consiguieron fichar por Strange Ways Records. En 1991, lanzaron el sencillo "The Sparrows and The Nightingales" (el primer lanzamiento de Strange Ways Records). A pesar de que la promoción fue escasa, "Sparrows" se convirtió rápidamente en un éxito. En 1992 lanzaron su segundo sencillo "It's Not Too Late (Don't Sorrow)" y su álbum debut No Happy View.
El estilo de Wolfsheim está influenciado por la New Wave y los Nuevos Románticos de los ochenta. Las letras tienden a ser melancólicas pero a la par modernistas, recordando a Depeche Mode y Pet Shop Boys sobre todo. Sus discos están compuestos mayormente por canciones en inglés junto a unas pocas en alemán.

## Discografía

### Álbumes
- No Happy View (1992)
- Popkiller (1993)
- 55578 (1995)
- Dreaming Apes (1996)
- Hamburg Rom Wolfsheim (1997)
- Spectators (1999)
- Casting Shadows' (2003)

### Sencillos
- "The Sparrows and the Nightingales" (1991)
- "It's Not Too Late" (1992)
- "Thunderheart" (1992)
- "Now I Fall" (1993)
- "Elias" (1994)
- "Closer Still" (1995)
- "A New Star System Has Been Explored" (1996)
- "Once In A Lifetime" (1998)
- "It's Hurting For The First Time" (1998)
- "Künstliche Welten" (1999)
- "Kein Zurück" (2003)
- "Find You're Here" (2003)
- "Blind" (2004)

### Maquetas
- "Ken Manage" (1988)
- "Any but pretty" (1989)